# Lili Deutsch
Lili Deutsch geb. Kahn (* 19. August 1869 in Mannheim; † Mai 1940 in Ostende, Belgien) war eine deutsche Mäzenin.

## Familie
Elisabeth "Lili" Kahn wurde 1869 in Mannheim in eine wohlhabende, jüdische Familie geboren. Ihr Vater Bernhard Kahn war Bankier und Bettfedern-Fabrikant, sie hatte fünf Brüder und zwei Schwestern. Ihr Bruder Otto Hermann Kahn (1867–1934) war einer der reichsten Männer Amerikas und Mäzen der Metropolitan Opera, Erbauer des Oheka Castle, ein "party mansion" das F. Scott Fitzgerald zu The Great Gatsby inspirierte.
Lili Kahn heiratete 1893 Felix Deutsch (1858–1928), Mitbegründer der AEG. Sie bekamen drei Kinder: Gertrud (1894–1940), Frank Gerhart (1899–1934), Georg Felix (1901–1957). Gertrud heiratete den Leipziger Generalmusikdirektor Gustav Brecher (1879–1940), Frank Gerhart, die Schauspielerin Maria Ley, die nach seinem Tod bei einem Autounfall in Frankreich wiederum Erwin Piscator heiratete. Georg Felix wanderte 1934 nach England aus.

## Leben in der Weimarer Republik
Lili Deutsch führte in ihrem Haus in der Rauchstraße 16 einen bekannten musikalischen Salon, sie war befreundet mit Richard Strauss, Gerhart Hauptmann, Maximilian Harden und Harry Graf Kessler. Außerdem war sie 1929 Mitbegründerin des Vereins der Freunde der Nationalgalerie. Von sich selbst schrieb sie 1907 an ihren Bruder Paul: "Für Schwäche habe ich sehr wenig Sympathie, weder bei mir noch an anderen. Du weißt, ich stehe fest, mit mir hat man es gut gemeint."   Eine leidenschaftliche platonische Beziehung verband sie mit Walter Rathenau. Dieser beschrieb Lili Deutsch Gerhart Hauptmann gegenüber so: "Sie steht allen Dingen und dem Leben wie eine Prinzessin gegenüber, auch sieht sie aus wie eine byzantinische Prinzessin, in England erzogen."
Im Jahr 1928 starb Felix Deutsch. Lili schrieb ihrem Bruder Otto Hermann nach New York, dass die Weltwirtschaftskrise ihr Vermögen derartig angegriffen habe, dass ihr der Unterhalt des großen Hauses unmöglich werde. Sie vermietete die Villa in der Rauchstraße an die Portugiesische Gesandtschaft und zog als Mieterin in eine Villa Am Hirschsprung 44/46 in Berlin-Dahlem. Lili Deutschs Schwiegersohn Gustav Brecher wurde im März 1933 als Generalmusikdirektor der Leipziger Oper entlassen. Nach seiner Entlassung lebte er mit seiner Frau Gertrud isoliert in ihrem Haus im Leipziger Villenvorort Oertzsch, von dort zogen sie 1934 zur Mutter und Schwiegermutter nach Berlin.

## Verfolgung, Flucht und Tod
1936 musste Lili Deutschs Vermieter die Villa Am Hirschsprung 44/46 verkaufen. Lili Deutsch, Gertrud und Gustav Brecher zogen in ein anderes Haus in Berlin-Dahlem. Im Juni 1938 musste die "Witwe Lili Deutsch, ohne Beruf" das "Verzeichnis über das Vermögen von Juden nach dem Stand vom 27. April 1938" ausfüllen. Wenige Monate später wurde Deutsch aufgrund der "Verordnung über eine Sühneleistung der Juden deutscher Staatsangehörigkeit vom 12. November 1938" gezwungen, zwanzig Prozent ihres Gesamtvermögens an das Deutsche Reich zu zahlen.
Im April 1939 reiste Lili Deutsch zusammen mit Gertud und Gustav Brecher mit dem Zug nach Belgien aus. Der gesamte Hausrat wurde in acht sogenannte Lifts gepackt, nach Antwerpen geschickt, aber nach Hamburg umgeleitet und ging schließlich in Luxemburg verloren.
Die geplante Schiffspassage nach Lissabon konnten die Reisenden wegen fehlender Papiere nicht antreten, sie warteten bis Ende Mai 1940 im Grand Hôtel du Littoral in Ostende auf die Genehmigung zur Weiterreise. Am 10. Mai 1940 marschierte die Wehrmacht in Belgien ein, Ende Mai wurde Ostende von der Deutschen Luftwaffe bombardiert, am 28. Mai kapitulierte Belgien. Der Besitzer des Grand Hôtel du Littorals, Monsieur Demouliére schrieb 1952 an Lilis Sohn George Felix nach London: "Sämtliche Gäste hatten das Hotel verlassen, ich habe Frau Deutsch ebenfalls geraten zu gehen, sie konnte sich jedoch nicht entschließen, zumal sie kein Geld mehr hatte."
Lili Deutsch, Gertud und Gustav Brecher gelten seit Ende Mai 1940 als verschollen.

## Trivia
In dem DEFA Fernsehfilm "Mord an Rathenau" von Max Jaap aus dem Jahr 1961 wurde Lili Deutsch von Ingeborg Ottmann gespielt.